# Панов, Владимир Александрович
Владимир Александрович Панов (род. 10 октября 1975, Горький) — российский государственный и политический деятель. 
Глава города Нижнего Новгорода с 17 января 2018 по 6 мая 2020 года. Депутат Государственной думы Федерального собрания Российской Федерации VII созыва, заместитель председателя комитета Государственной Думы по экологии и охране окружающей среды (2016—2018), член Генерального совета партии «Единая Россия», председатель нижегородского регионального отделения «Опора России». После ухода из администрации Нижнего Новгорода назначен спецпредставителем Росатома — заместителем председателя Государственной комиссии по развитию Арктики.

## Биография
Родился 10 октября 1975 года в городе Горьком. По национальности — русский.

### Образование и профессиональная деятельность
Окончил школу № 40 Нижнего Новгорода.
В 1997 году окончил экономический факультет Нижегородского государственного университета им. Лобачевского. Специальность — менеджер. Ученая степень — кандидат экономических наук. Тема диссертации (2000 г.) была связана с его работой в негосударственном пенсионном фонде «НОРСИ»: «Управление социально-экономической инфраструктурой корпораций: На примере пенсионных фондов»
Являлся председателем совета директоров одного из крупнейших минераловатных заводов России ОАО «Минвата», а также владельцем сети Milo Group включающую в себя ряд магазинов ювелирных изделий и бутиков одежды мировых брендов.
С 2006 по 2007 год — Глава местного самоуправления города Кстово, председатель Городской Думы города Кстово I созыва, находился в конфликте с частью депутатского корпуса и районной исполнительной властью: в начале 2007 года по иску администрации Кстовского района Нижегородский областной суд признал неправомочным состав кстовской гордумы. Ранее, в декабре 2006 года сразу четверо депутатов Кстовской городской думы объявили о снятии с себя полномочий и Городская дума лишилась кворума. 12 месяцев она фактически не работала в результате того, что более половины депутатов сложили свои мандаты в знак протеста против политики Панова на посту городского главы. На досрочных выборах 2 декабря 2007 года он снова был избран в депутаты Городской Думы города Кстово II созыва и был им до истечения полномочий в 2010 году, однако лишился поста председателя.

### Избрание в Государственную думу
18 сентября 2016 года Владимир Панов избран депутатом Государственной Думы России по Нижегородскому округу № 129, набрав 46 % голосов (87,5 тысяч избирателей), опередив кандидата от КПРФ Дениса Вороненкова, ранее представлявшего избирателей этого округа в Государственной думе.

### Карьера после выборов в Государственную думу
С 2017 года — член Генерального Совета Партии «Единая Россия»
В октябре 2017 года Временно исполняющий обязанности губернатора Нижегородской области Глеб Никитин предложил кандидатуру Владимира Панова на пост мэра Нижнего Новгорода 17 января 2018 года был избран новым мэром Нижнего Новгорода.

## Бизнес-партнёры
Основным бизнес-партнёром депутата Госдумы Панова являлся Михаил Маркевич. Он является директором большинства ООО, учредителем которых выступал Владимир Панов. Среди партнёров по бизнесу был владелец нескольких премиум-ресторанов Александр Табунщиков. Бизнес-партнёром в Казани считался предприниматель Эдуард Никитин. Согласно официальной отчётности, самые прибыльные из предприятий, принадлежавших Владимиру Панову, по состоянию на 2017 год — ООО «Мило/голд», ООО «Сохо груп», ЗАО «Кофебук» По данным базы Seldon basis, по состоянию на октябрь 2017 года являлся совладельцем 28 действующих компаний с выручкой более 1 миллиарда рублей по итогам 2016 года. В январе 2018 года, накануне избрания на пост мэра Нижнего Новгорода, вышел из состава учредителей этих компаний, переведя свою долю либо на родственницу Нину Панову, либо на своих давних деловых партнёров — Михаила Маркевича, Андрея Миронова и Эдуарда Никитина.

## Законотворческая деятельность

### Законопроекты о животных
В 2013 году секретарь местного отделения «Единой России» и заместитель председателя Законодательного собрания Александр Табачников поручил Панову заняться разработкой местного зоозащитного законодательства. В результате в 2015 году депутаты приняли во втором окончательном чтении закон «О безнадзорных животных», разработанный Пановым, который предусматривал замену традиционного безвозвратного отлова бродячих собак новаторской методикой ОСВВ по индийскому образцу: после проведения стерилизации собак выпускали на улицы Нижнего Новгорода для свободного обитания. Реализация на практике этой методики вызвала ряд конфликтных ситуаций, связанных с нападением стерилизованных собак на граждан и неоднократное возникновение очагов бешенства в городе в 2016 году. За 2017 год случаев бешенства у бездомных собак в Нижнем Новгороде зарегистрировано уже не было. Как утверждал официальный городской портал, за первые три года в Нижнем Новгороде стерилизовано более 12 тысяч собак, не родилось и не попало на улицы более 100 тысяч щенков. Благодаря комплексу мер по гуманному регулированию популяции безнадзорных животных их количество в приволжской столице заметно сократилось — с 7 тысяч в 2014 году до 4,7 тысяч особей в 2016 году.
В апреле 2017 года прокуратура Нижегородской области внесла протест на статью регионального закона о безнадзорных животных, согласно которой их нужно выпускать в естественную среду обитания после отлова, законодатели обещали удовлетворить протест прокуратуры и прекратить реализацию методики ОСВВ в регионе, однако, по состоянию на январь 2018 года, не сделали этого. Однако контракт администрации по реализации методики ОСВВ в Нижнем Новгороде продолжает действовать, в 2018 году на мероприятия по отлову и содержанию безнадзорных животных планируется выделить 10 миллионов рублей.
В 2017 году Панов в качестве Депутата Государственной Думы занимался разработкой и подготовкой ко 2 и 3 чтению федерального закона «Об ответственном обращении с животными» и заявлял, что «протокол Отлов-Стерилизация-Вакцинация-Возврат (ОСВВ) по безнадзорным животным необходимо вводить на федеральном уровне как можно скорее». Идея законодательного принятия этой методики на федеральном уровне критически оценивалась в публикации правительственной «Российской газеты». Ряд зоозащитников, в частности, президент Центра Защиты Прав Животных «Вита» Ирина Новожилова и президент «Центра правовой зоозащиты» Светлана Ильинская раскритиковали идею Панова об ОСВВ, назвав её «псевдогуманным способом решения проблемы бездомных животных» — малоэффективным, затратным и имеющим коррупционную составляющую. Президент благотворительного фонда помощи животным «Большие сердца» Анастасия Комагина отмечала, что продвигаемая Пановым система, которая предусматривает оставление стерилизованных собак на улицах, нигде в цивилизованном мире себя не оправдала. Однако директор книжного издательства «Деком», владелец центра йоги и крупной ветеринарной клиники «Зоозащита НН», руководитель нижегородского благотворительного фонда «Сострадание», получающий деньги из бюджета на реализацию ОСВВ Владимир Гройсман, вошедший в 75 самых уважаемых людей по версии издания «Русский репортёр» уверен, что ОСВВ подтвердила свою эффективность полностью" и "сработала за четыре года. Однако в ноябре 2017 года в одном из районов Нижнего Новгорода был выявлен очаг бешенства и объявлен карантин.
В ноябре 2017 года жительница Нижнего Новгорода взыскала по суду с мэрии города 7000 рублей за то, что её покусала на улице бродячая собака с биркой в ухе, свидетельствующей о том, что животное стерилизовано частной фирмой Гройсмана на бюджетные средства и выпущено на улицу для безнадзорного обитания. По данным, приведённым адвокатом потерпевшей, в 2016 году администрация Нижнего Новгорода выделила частной фирме Гройсмана ООО «Зоозащита НН» на эксперименты по стерилизации и последующим выпуском бездомных зверей на улицы более 6 млн рублей, в 2017 году — более 14,5 миллионов.
В поддержку законопроекта Панова в рамках кампании «Закон нужен сейчас» в Москве в сентябре 2017 года прошёл митинг, собравший около 500 представителей зоозащитной общественности, в Уфе на пикет за принятие закона о животных вышли 25 активистов, в Нижнем Новгороде, где находится избирательный округ Панова — 300 человек.
В октябре 2017 года газета «Новые Известия» сообщила, что многочисленные просьбы группы известных зоозащитников инициировали массовую отправку десятков тысяч писем от граждан Президенту РФ, в Госдуму и в Совет Федерации с требованием не принимать Закон «Об ответственном обращении с животными» в редакции подготовленной Пановым и профильным комитетом ко 2-му чтению, и отправить его на доработку.
В конце ноября зоозащитники приняли решение обратиться к президенту РФ с требованием принять закон. Директор фонда защиты городских животных Екатерина Дмитриева сообщила, что на акции «Живая линия», прошедшей 25 ноября у приёмной президента РФ в Москве, было зарегистрировано более 2000 обращений в поддержку принятия законопроекта, при этом она подчеркнула, что закон не торопятся принимать «из-за корыстных лоббистских интересов разных структур, в частности фармацевтического лобби», которое настаивает на умерщвлении.
В мае 2018 года, уже после того как Панов стал мэром Нижнего Новгорода, в городе произошло резонансное происшествие, связанное с нападением стаи из 8 стерилизованных собак на девушку-бегунью возле стадиона «Нижний Новгород» на набережной, где та совершала пробежку. Звери разорвали ей одежду

### Работа над законом об отходах
В 2017 году Панов возглавил рабочую группу по обращению с отходами при комитете Государственной Думы по экологии и охране окружающей среды. Панов, вместе с другими депутатами занимающийся работой по изменениям в ФЗ «Об отходах производства и потребления», пояснил, что суть поправок в том, что домохозяйствам не нужно будет лицензировать свою деятельность по обращению с отходами и они смогут напрямую заключать договоры с транспортировщиками и переработчиками для продажи вторсырья.
Панов предложил создать государственный реестр объектов, наносящих вред окружающей среде.
На последнем в 2017 году пленарном заседании Госдумы в третьем чтении были приняты 19 поправок к федеральному закону № 89 «Об отходах производства и потребления». Принятый закон выделяет в отдельную деятельность раздельное накопление отходов, которое лицензированию теперь не подлежит. Раньше для этого требовалось получить лицензию. Большой блок поправок касается территориальных схем обращения с отходами. Их регионы будут обязаны согласовывать с гражданами, а значит, простые жители района смогут повлиять на расположение полигонов, мусоросжигательных заводов, сортировочных станций, что сегодня сделать сложно.

### Предложение введения платной регистрации домашних животных
В октябре 2017 года СМИ, с подачи РИА Новости и со ссылкой на Панова, сообщили о предложении ввести платную регистрацию для домашних животных, что вызывало шквал критики со стороны зоозащитников и появление иронических мемов в его адрес в интернете. Информация об этом появилась в ряде СМИ 9 октября 2017 года, в частности издание РБК сообщило:
«Документ, который определит параметры платной регистрации домашних животных, может быть внесён в Госдуму в ближайшее время, рассказал зампред думского комитета по экологии и охране окружающей среды Владимир Панов. Подзаконный акт, устанавливающий „правила по учёту и идентификации животных“, был разработан в правительстве за то время, что в Госдуме длятся летние каникулы, отметил депутат»
Месяц спустя — 9 ноября 2017 года на заседании комитета по экологии Госдумы Панов объяснил произошедшее как недоразумение, объявив распространявшуюся СМИ информацию о планирующейся платной регистрации животных и введении налога на них «вбросами», «провокацией» и «спекуляцией» и что ему журналисты «приписали слова» другого члена комитета по экологии, сказанные в 2015 году. Позднее информация на сайте первоисточника новости была исправлена.

## Участие в партийных проектах
В июле 2017 года Панов стал координатором проекта партии «Единая Россия» «Парки малых городов». Бюджетные средства, выделенные на финансирование этого проекта составляют более полумиллиарда рублей.
Проект «Единой России» «Парки малых городов», реализация задач которого рассчитана с 2017 по 2019 годы, как утверждает сайт этой партии, следит за благоустройством городских парков, а также вовлечением местного сообщества в принятие решений по развитию паркового пространства. В партпроекте принимают участие города, в которых проживают около 250 тыс. жителей. Чтобы парки становились более комфортными и красивыми, проводятся общественные обсуждения и опросы. В рамках партпроекта прошёл фотоконкурс «Мой любимый парк», в котором за первые восемь мест боролись авторы более 300 работ.
В рамках реализации партпроекта в 59 регионах по состоянию на июль 2017 года утверждено 179 дизайн-проектов благоустройства парков. По утверждению Панова, в рамках реализации проекта в первом полугодии 2017 года было проведено 694 мероприятия, а подготовленные проекты отражают пожелания жителей малых городов.
Однако, по состоянию на октябрь 2017 года, работы в рамках проекта, на который были выделены бюджетные средства, были завершены только в 43 из 317 парков, принявших в нём участие. Панов обвинил в этом новые правила по предоставлению субсидий. Так, подписать соглашения с субъектом необходимо было до 1 марта, общественные обсуждения по выбору мероприятий провести до 1 мая, а утвердить дизайн-проект — до 1 июля.
На 11 декабря 2017 года открыты 182 парка, сайт «Единой России», на основании результатов опроса, утверждает, что абсолютное большинство жителей малых городов, вошедших в проект, высоко оценили проведённые работы.

## Деятельность на посту мэра Нижнего Новгорода
Интерес федеральных СМИ вызвала деятельность Панова, когда тот в мае 2018 года закрыл местный зоопарк «Мишутка», обвинив его руководство в жестоком обращении к животным, выразившемся в плохом питании и нарушение правил содержания. Панов распорядился уволить директора парка «Приокский», на территории которого находится зоопарк, а зверей передать другому нижегородскому зоопарку «Лимпопо». Однако, это решение вызвало споры и акции протеста. По состоянию на сентябрь 2018 года, зоопарк продолжал функционировать и искать нового частного инвестора.
Ввёл практику ежемесячных встреч с жителями в крупных домах культуры. В феврале 2018 года к нему обратились жители Стригина, Нагулина и Гнилиц с требованием внести изменения в генеральный план города в отношении этих населенных пунктов, чтобы перевести их из зоны садов и дач в зону индивидуального жилищного строительства. В декабре 2018 года Панов снова приехал на встречу с автозаводцами. После чего по приглашению жителя побывал в деревне Новое Доскино.
На бизнес-форуме «Будущее города», который проходил в Волго-Вятском филиале ГЦСИ в составе РОСИЗО «Арсенал» 26 апреля 2018 года, Владимир Панов представил экспертному сообществу презентацию «Нижний Новгород — умный город». 6 марта 2019 года Минстрой РФ одобрил первые 7 заявок на включение в пилоты по «Умному городу», в число первых вошёл Нижний Новгород. В его рамках будут внедрены: проект по энергоэффективному городскому освещению «Умный свет», система адаптивного управления светофорами, система управления городскими парковками, установка экопостов системы автоматического мониторинга загрязнения воздуха, экологическая карта города, информационная система для предпринимателей и др.
Первый тестовый образец «Умной остановки» в рамках концессии с «Ростелекомом» уже установлен. До конца в Нижнем 2019 года появится 334 «умных остановки». Панов сказал, что в них учтут и исправят недочёты опытного образца.
5 мая 2020 года подал заявление об уходе с должности в связи с переходом на работу федерального уровня и 6 мая депутаты городской думы её приняли.

## Доходы и имущество
По итогам 2009 года сведения о доходах и имуществе Панова следующие: Общая сумма годового дохода — 15 228 рублей, также он имел денежные средства на счетах в двух банках в размере 847 416,61 рублей. Недвижимое имущество: земельный участок — 499 м², г. Нижний Новгород; земельный участок — 1052 м², Нижегородская область, Кстовский район; квартира — 29,6 м², г. Нижний Новгород; квартира — 201,7 м², г. Нижний Новгород; квартира — 32,00 м², г. Нижний Новгород; квартира — 83 м², г. Нижний Новгород; нежилое помещение — 903,3 м² Нижегородская область, Кстовский район; нежилое помещение — 112, 3 м², г. Нижний Новгород; Транспортные средства: мотоцикл Honda CBR900RR; автомобиль легковой Peugeot-307; автомобиль легковой Mini Cooper S; автомобиль легковой BMW-Z4 Roadster; автомобиль легковой BMW-320i.Акции и иное участие в коммерческих организациях: ООО ЧОО «Б2» — 100 %; ООО «сохо груп» — 50 %; ООО «Кофебук.1.1» — 100 % ; ООО ЧОО «Б2.1» −100 %; ООО «Архитектурное бюро Эрмитаж» — 50 %; ООО «Кофебук 2» — 75 %; ООО «мило/голд» — 50 %; ООО «АйКьюЛайн» — 50 %; ООО «М2МЕДИА.РУ» −60 %; ЗАО «Кофебук» — 500 акций; ЗАО «Минвата — Строй» — 75 % (45 акций); ЗАО «ТИВУЛ ГК» — 50 % (5 акций); ООО «Нижавтострой» — 50 %; ЗАО «МЕТАЛЛОЛОМ» — 55 % (22110 акций); ООО «Рекламная биржа» — 50 %; ООО «Пента-Этажи» — 50 %.
В 2016 году сумма годового дохода Панова составила 10 383 934,22 рублей, его супруги 25 340,25 рублей, он задекларировал три квартиры, жилой дом, 7 земельных участков, 5 нежилых помещений, гараж, автомобили BMW 320I XDRIVE GT и MINI COOPER S ALL4, мотоцикл DUCATI MONSTER 796, его супруга — автомобиль марки Chevrolet и мотороллер.

## Критика
В 2012 году газета «Ленинская Смена» посвятила Панову серию материалов под рубрикой «Кипучие лентяи», упрекая его в том, что он редко появлялся на своём месте работы в период работы на должности председателя заксобрания города Кстово, проводя время в зарубежных командировках по делам собственного бизнеса, связанного с производством минеральной ваты. Депутат подал на газету в суд, дело завершилось в феврале 2013 года мировым соглашением сторон. Издание обязалось впредь не публиковать любые материалы с упоминанием имени Панова, в том числе «с указанием его должности, семейного положения, родственных связей и так далее, без письменного одобрения их Пановым В. А.», а также обязалось в течение 2-х лет опубликовать 5 статей о депутате Панове В. А. по объёму не менее одной печатной полосы. Согласно решению суда, «текст статей предоставляется Пановым В. А, Редакция не вправе редактировать предоставленные Пановым В. А. статьи».
В июне 2015 года журналисты издания «Нижний Сейчас» разметили статью под названием «Кипучее бездействие депутата Панова», в котором описывались разрушающиеся фасады зданий на избирательном участке Владимира Панова в Сормово — детско-юношеская спортивная школа и гимназия. Авторы материала, побывавшие на участке, отмечали, что опрошенные ими местные жители, якобы случайно встреченные на улице, не знают имени своего депутата и никогда его не видели. Однако позже этот критический материал был удалён с сайта издания.
В феврале 2018 года, вскоре после назначения на пост главы Нижнего Новгорода, Панов подвергся критике со стороны издания NewsNN, которое иронизировало над идей администрации Панова создать в социальной сети «Фейсбук» группу «Антиснег» на фоне многочисленных жалоб на плохую уборку улиц в городе. Как отмечало издание:
Пиариться в Фейсбуке и выигрывать муниципальные тендеры для своих компаний у мэра Нижнего Новгорода пока получается лучше, чем рулить городским хозяйством.
Однако автор «Комсомольской правды в Нижнем Новгороде» сообщила, что около половины из 144 сообщений в группе «Антиснег» были отработаны подрядчиком. Весной по итогам полуторамесячной работы группы было принято решение о создании в интернете информационной системы антиснегнн.рф.
В августе 2018 года обозреватель издания «Заноза» Виктор Деменев оценил деятельность Панова на посту мэра за полгода после вступления в должность, назвав его «диктатором», который самоизолировался и пытается один решить все вопросы, замкнул на себя все представительские функции и весь пиар городской власти. По его мнению, наблюдается кризис управления вместо успешных результатов работы, Панов управляет городом как личным холдингом среднего размера, с насаждением своих неформальных правил, которые выше официального распределения полномочий — помощники мэра с мизерным опытом муниципальной работы раздают поручения главам районов и начальникам департаментов.

## Личная жизнь
В 2016 году Панов сообщил, что его отец, «был профессором экономики и преподавал в университете», мать — инвалид и по состоянию здоровья давно не работает, есть старший брат и сын Лука, которому на тот момент было 2,5 года. Отец Панова — Александр Иванович Панов (1935—2014) был сотрудником Высшей партийной школы Волго-Вятского региона, заведующим кафедрой Нижегородского коммерческого института, членом-корреспондентом РАЕН с 1994 года и директором акционерного страхового общества «Волга».